# Valmayor V
Valmayor V es un abrigo que contiene pinturas rupestres de estilo levantino. Está situado en el término municipal de Mequinenza (Aragón), en España. Localizado a unos 100 metros del abrigo de Valmayor IV, éste se sitúa en lo alto de un espolón rocoso que domina gran parte del barranco. El abrigo, orientado al Suroeste, cuenta con una sola figura pintada en rojo y que en la actualidad se encuentra muy desvaída. El motivo representado es un «cayado» muy similar al documentado en Vall de Mamet I. Sobre la figura pintada, aparecen dos líneas incisas verticales de trazo fino.
El abrigo está incluido dentro de la relación de cuevas y abrigos con manifestaciones de arte rupestre considerados Bienes de Interés Cultural en virtud de lo dispuesto en la disposición adicional segunda de la Ley 3/1999, de 10 de marzo, del Patrimonio Cultural Aragonés. Este listado fue publicado en el Boletín Oficial de Aragón del día 27 de marzo de 2002. Forma parte del conjunto del arte rupestre del arco mediterráneo de la península ibérica, que fue declarado Patrimonio de la Humanidad por la Unesco (ref. 874-661). También fue declarado Bien de Interés Cultural con el código RI-51-0009509.